# Polesí
Polesí (do roku 1950 Rymberk, německy Rimberg) je obec v okrese Pelhřimov v Kraji Vysočina. Leží čtyři kilometry severně od Počátek. Žije zde 114 obyvatel.

## Historie
První písemná zmínka o obci pochází z roku 1457. Až do roku 1950 nesla jméno Rymberk (původně Limberk). Dominantou obce je kaple sv. Jana Nepomuckého postavená v roce 1856.

## Obyvatelstvo
| Rok            | 1869 | 1880 | 1890 | 1900 | 1910 | 1921 | 1930 | 1950 | 1961 | 1970 | 1980 | 1991 | 2001 | 2011 | 2021 |
| -------------- | ---- | ---- | ---- | ---- | ---- | ---- | ---- | ---- | ---- | ---- | ---- | ---- | ---- | ---- | ---- |
| Počet obyvatel | 270  | 268  | 300  | 307  | 270  | 274  | 260  | 190  | 174  | 153  | 135  | 104  | 85   | 85   | 98   |
| Počet domů     | 31   | 32   | 37   | 42   | 44   | 44   | 46   | 46   | 42   | 40   | 39   | 42   | 45   | 46   | 55   |

## Obecní správa
V letech 1869–1976 Polesí bylo obcí v okrese Pelhřimov (1869–1890), poté v okrese Kamenice nad Lipou (1900–1950) a později v okrese Pelhřimov. Od 1. dubna 1976 do 31. prosince 1991 patřilo jako čast města k Počátkům a od 1. ledna 1992 je opět samostatnou obcí.